# Microdialyse

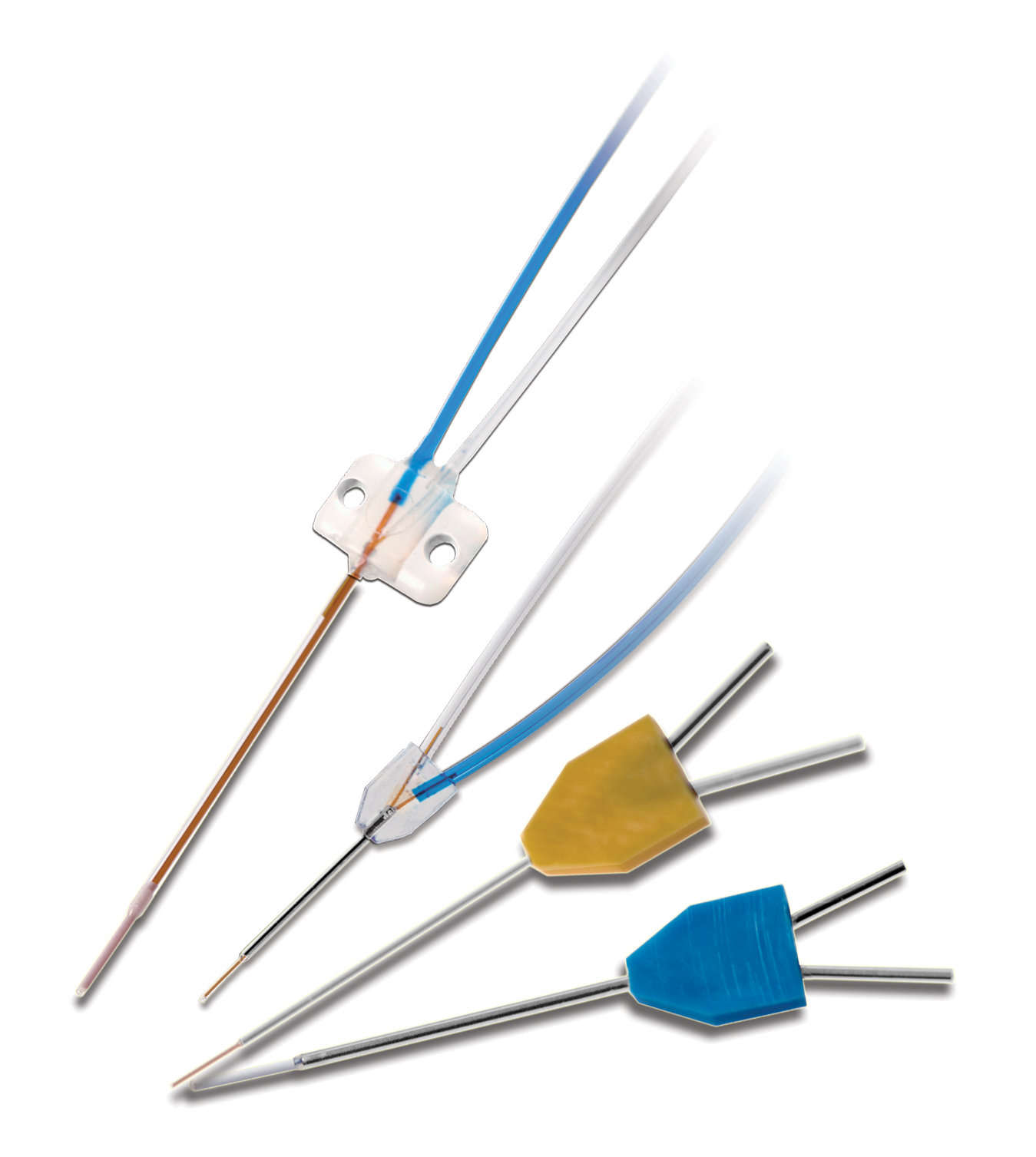
Sondes de microdialyse fabriquées par CMA Microdialysis AB, Kista, Suède.

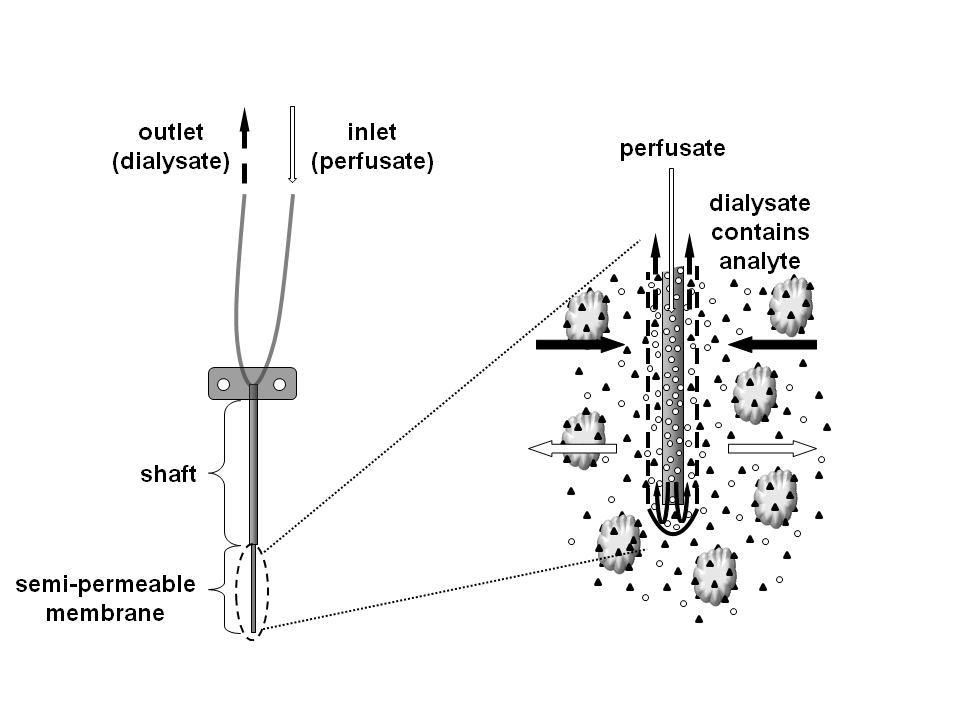
Illustration schématique d'une sonde de microdialyse.

La microdialyse est une technique d'échantillonnage à invasion minimale utilisée pour mesurer en continu les concentrations d'analytes libres et non liées dans le liquide extracellulaire de pratiquement tous les tissus. Les analytes peuvent inclure des molécules endogènes (par exemple les neurotransmetteurs, les hormones, le glucose, etc.) pour évaluer leurs fonctions biochimiques dans le corps ou des composés exogènes pour déterminer leur distribution dans le corps. La technique de microdialyse nécessite l'insertion d'un petit cathéter de microdialyse (également appelé sonde de microdialyse) dans le tissu. La sonde de microdialyse est conçue pour imiter un capillaire sanguin et se compose d'un tuyau avec une membrane de fibre creuse semi-perméable à son extrémité, qui est reliée à la tubulure d'entrée et de sortie. La sonde est perfusée en continu avec une solution aqueuse (perfusate) qui ressemble à la composition (ionique) du fluide tissulaire environnant à un faible débit d'environ 0,1–5 μL/min. Une fois inséré dans le tissu ou le fluide (d'un organe), de petits solutés peuvent traverser la membrane semi-perméable par diffusion passive. La direction de l'écoulement de l'analyte est déterminée par le gradient de concentration respectif et permet l'utilisation de sondes de microdialyse comme échantillonnage ainsi que des outils de distribution. La solution sortant de la sonde (dialysat) est collectée à un certain moment d'intervalle pour l'analyse.

### Articles Connexes
- Dialyse